# Foetidia obliqua
Foetidia obliqua är en tvåhjärtbladig växtart som beskrevs av Carl Ludwig von Blume. Foetidia obliqua ingår i släktet Foetidia och familjen Lecythidaceae.
Artens utbredningsområde är Madagaskar. Inga underarter finns listade i Catalogue of Life.